# Президент Республіки Конго
Президент Республіки Конго — найвища посадова особа держави Республіка Конго. Президент Конго є одночасно і головою держави і головою виконавчої влади (уряду), головнокомадувачем збройними силами Конго. Проте час від часу в Конго запроваджувалась (і існує зараз) посада прем'єр-міністра Республіки Конго, якого призначає президент Конго.

## Список президентів Конго
- 1960—1963 — Фюльбер Юлу
- 1963—1968 — Альфонс Массамба-Деба
- 1968—1977 — Маріан Нгуабі
- 1977—1979 — Жоакім Йомбі-Опанго
- 1979—1992 — Дені Сассу-Нгессо
- 1992—1997 — Паскаль Ліссуба
- 1997 — і тепер — Дені Сассу-Нгессо (вдруге)